# STキネティクス CPW
STキネティクス CPWはシンガポールが開発した短機関銃/PDWである。
CPWは「Compact Personal Weapon」を意味する。

## 概要
H&K MP7を意識した設計であり、左右両利き仕様かつ弾倉をグリップ内に収納する仕組みだが、半透明のプラスチック製のバックストラップとマガジンからが射手が弾薬の残量を目視で確認できるようになっている。
また、モジュラー構造による拡張性を重視しており、ピカティニーレールでアクセサリ・パーツを取り付けられるほか、バレルとボルトアセンブリを交換してPDW用の小口径高貫通力の弾薬に変換することも可能。
金属製のストックが折り畳まれた状態では従来のPDWに比べても小型であり、パトロールや要人警護などの警察活動に向いている。

## 使用国
- バングラデシュ
- シンガポール